# Drosera
- Commons
- Wikispecies

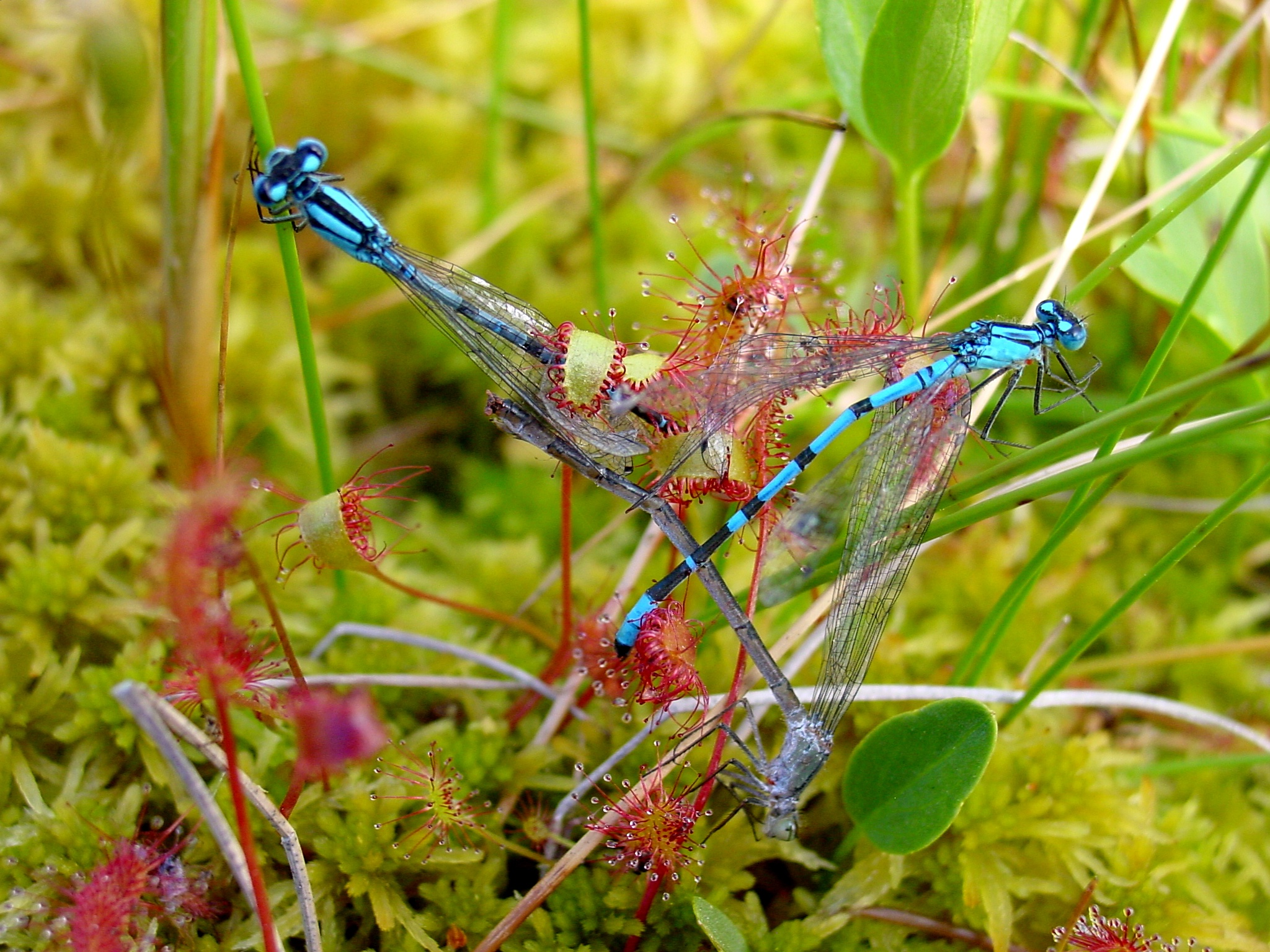
Drosera anglica

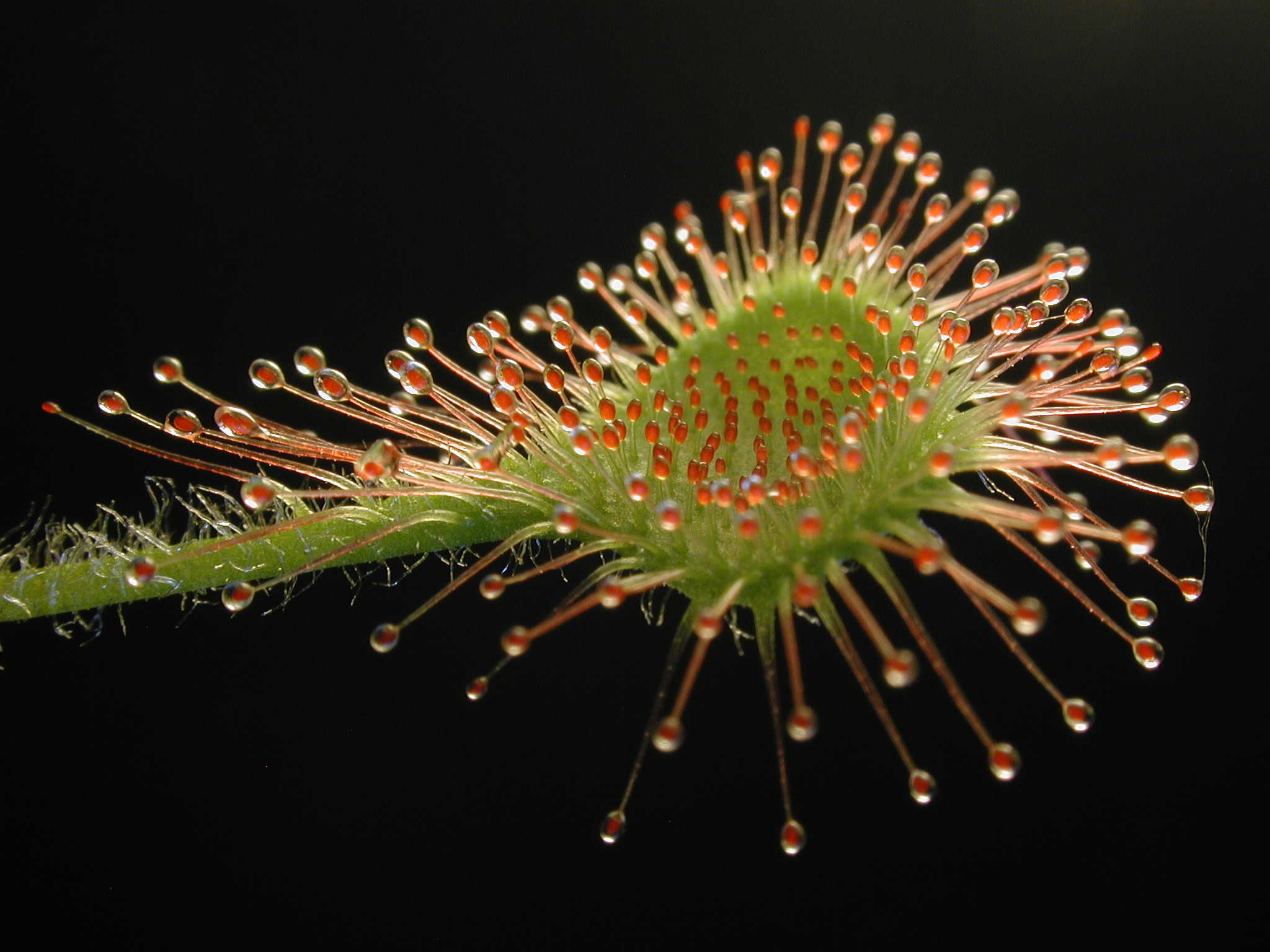
Drosera rotundifolia

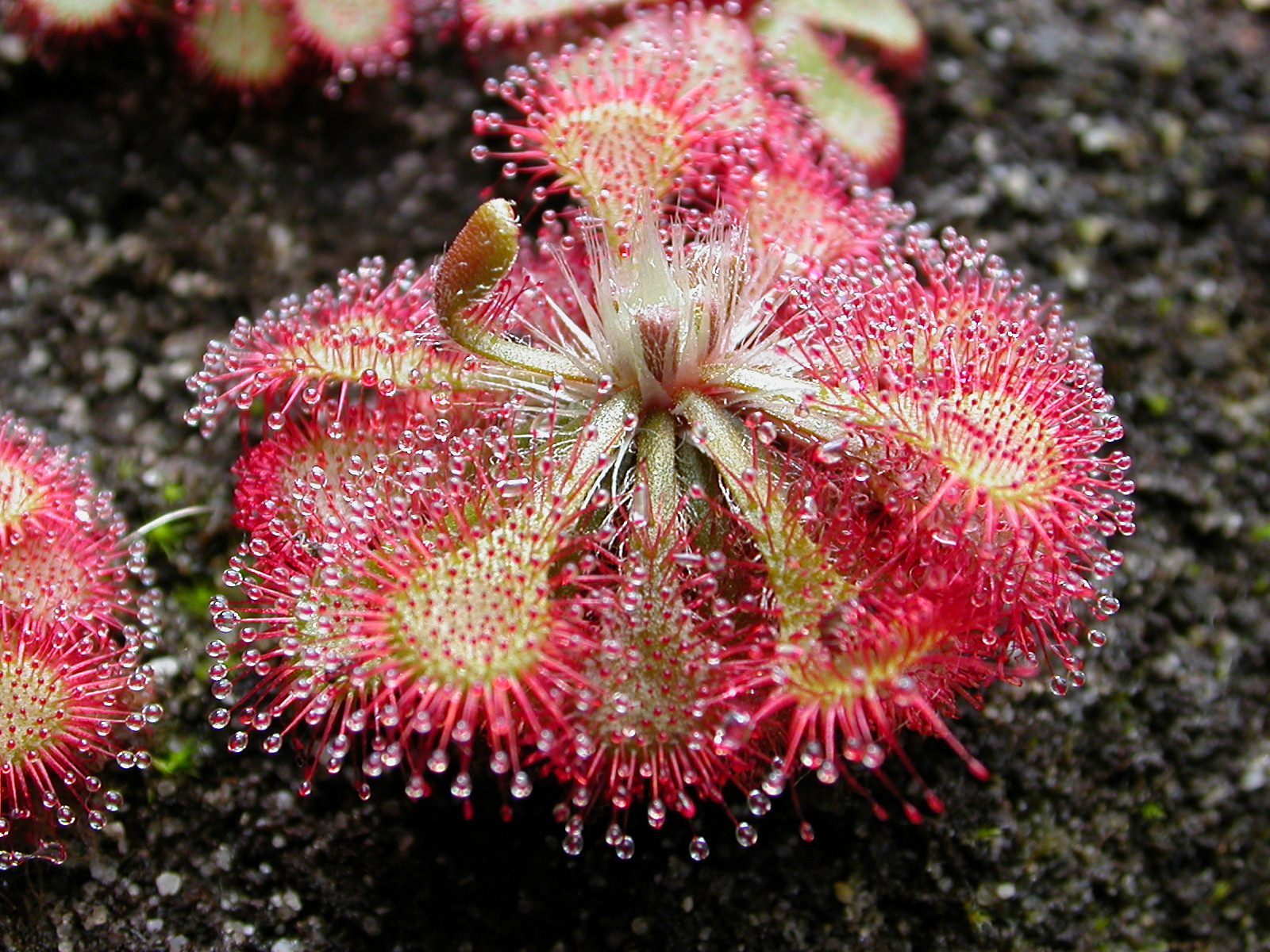
Drosera spatulata

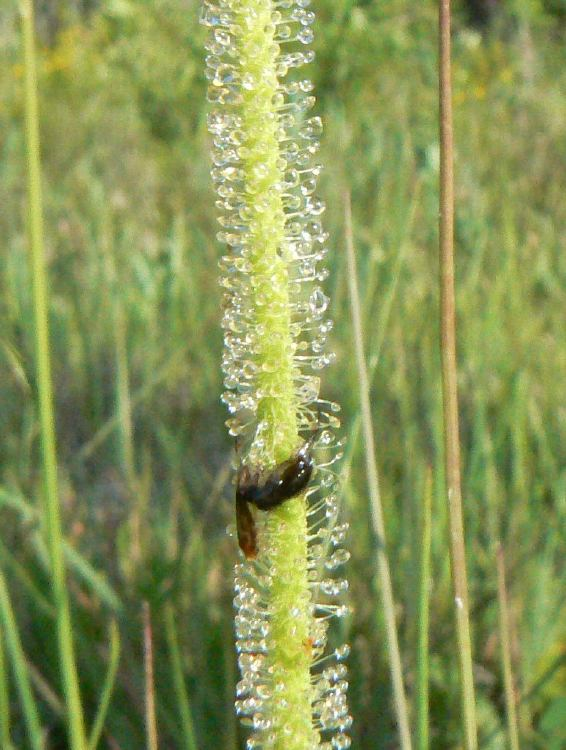
Drosera filiformis

Drosera L. (drósera) é um género botânico pertencente à família Droseraceae. Esta família compreende uma extensa lista de plantas, em sua maioria carnívoras. Caracterizam-se por apresentar folhas dispostas em forma de roseta.
As Droseras possuem folhas cobertas por pêlos que produzem uma substância pegajosa, a mucilagem. Ao pousar na folha da planta, o animal fica colado a essas gotas. Quanto mais ele se debate para escapar, mais grudado ele fica. Depois da captura, a planta começa a produzir enzimas digestivas que tratarão de digerir o inseto ou pequeno animal.

## Sinonímia
| - Freatulina Chrtek et Slavíková - Adenopa Raf. - Dismophyla Raf. - Filicirna Raf. | - Rorella Hall. ex All. - Rossolis Adans. - Sondera Lehm. |

## Espécies

### Subgênero Drosera

#### Secção Drosera
| Drosera longifolia Drosera intermedia Drosera rotundifolia Drosera anglica Drosera bequaertii Drosera filiformis Drosera linearis Drosera affinis Drosera alba Drosera arcturi Drosera arenicola | Drosera capensis Drosera aliciae Drosera spatulata Drosera adelae Drosera prolifera Drosera schizandra Drosera biflora Drosera brevifolia Drosera burkeana Drosera neocaledonia Drosera magnifica |

#### Secção Bryastrum
| Drosera nitidula Drosera dichrosepala Drosera barbigera Drosera ericksoniae | Drosera pulchella Drosera pygmaea Drosera scorpioides Drosera androsacea |

#### Secção Coelophylla
Drosera glanduligera

#### Secção Lasiocephala
| Drosera petiolaris Drosera falconeri Drosera paradoxa Drosera banksii | Drosera brevicornis Drosera broomensis Drosera caduca |

#### Secção Meristocaules
Drosera meristocaulis

#### Secção Phycopsis
Drosera binata

#### Secção Ptycnostigma
Drosera acaulis

#### Secção Thelocalyx
Drosera burmannii
Drosera sessilifolia

### Subgênero Ergaleium

#### Secção Ergaleium
| Drosera bulbigena Drosera peltata | Drosera andersoniana |

#### Secção Erythrorhizae
| Drosera erythrorhiza Drosera macrophylla | Drosera browniana Drosera bulbosa |

#### Secção Stoloniferae
Drosera stolonifera

### Subgênero Regiae
Drosera regia
- Lista completa

## Classificação do gênero
| Sistema | Classificação                       | Referência               |
| ------- | ----------------------------------- | ------------------------ |
| Linné   | Classe Pentandria, ordem Pentagynia | Species plantarum (1753) |